# سبنسر إيكلس
سبنسر إيكلس (بالإنجليزية: Spencer Eccles)‏ هو كبير الإداريين التنفيذيين أمريكي، ولد في 24 أغسطس 1934 في أوغدن في الولايات المتحدة.